# Henry Clarence Whaite
Henry Clarence Whaite est un artiste peintre anglais né en 1828 à Manchester et mort en 1912 au pays de Galles. Il est surtout connu pour ses aquarelles de paysages gallois.

## Biographie
Clarence Whaite naît le 27 janvier 1828 à Manchester, où ses parents tiennent commerce d'objets d'art comme des tableaux et des cadres, dans leur propre galerie. Il fréquente essentiellement la grammar school de Manchester, puis entre en école de beaux-arts à la Manchester School of Design. Après quelques années, il se rend à Londres pour y poursuivre sa formation auprès de James Mathews Leigh, ainsi que dans les écoles de Somerset House et de l'Académie Royale.
En 1850 il voyage en Suisse, en Allemagne et surtout au pays de Galles dont les paysages le marquent durablement,. Il découvre ainsi le village de Betws-y-Coed, dont l'aspect pittoresque attire alors de nombreux artistes ; il y fait notamment la rencontre de David Cox.
Whaite est un chrétien fervent, ce qui a un impact important sur sa vie et sur son œuvre. Il passe la première partie de sa carrière à Manchester, puis s'installe au début des années 1870 sur les rives de la Conwy dans sa résidence de Tyddyn Cynal, dans le nord du pays de Galles. Il épouse en 1876 Jane Alice Griffiths, dont il aura une fille, Lily Florence Whaite (1876–1959), également artiste peintre,.
Il meurt à Tyddyn Cynal le 5 juin 1912, et est inhumé à la nouvelle église de Llangelynnin.

## Carrière
Une critique favorable de Ruskin en 1859 aide considérablement sa carrière.
Whaite fait partie des tout premiers membres de l'Académie des Beaux-Arts de Manchester, et joue ensuite un rôle prépondérant dans la création de l'Académie royale cambrienne des Beaux-Arts, qu'il préside de 1885 jusqu'à sa mort.

## Œuvre

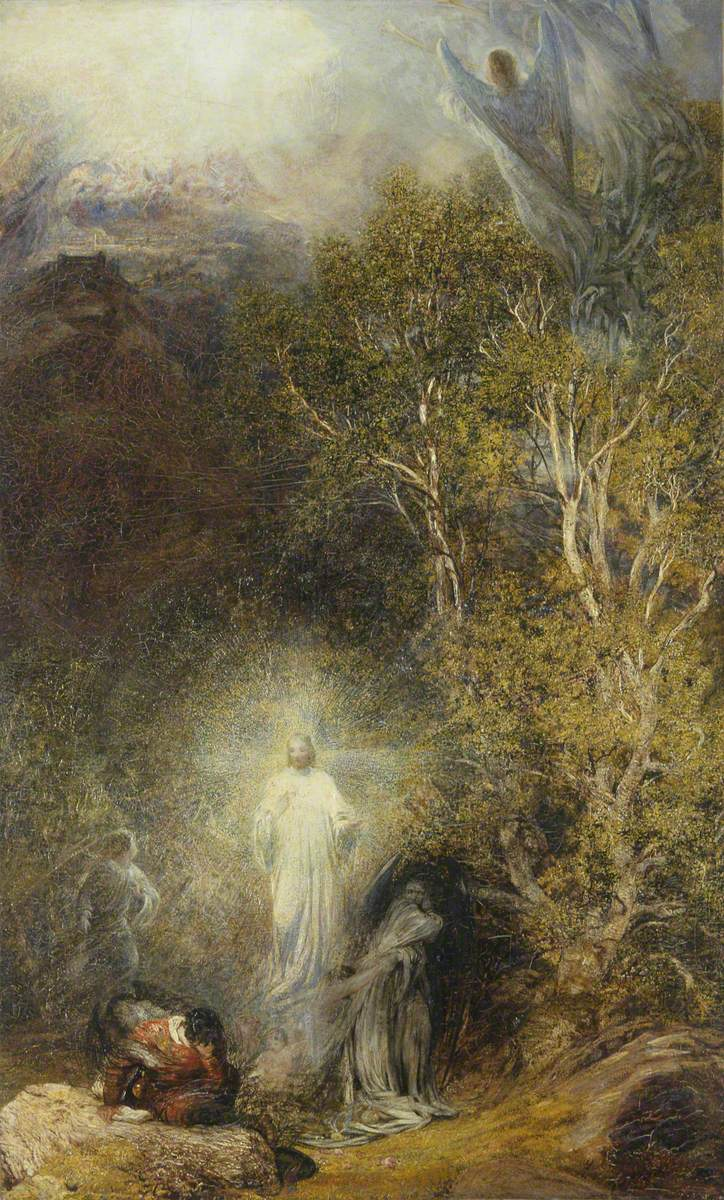
The Awakening of Christian
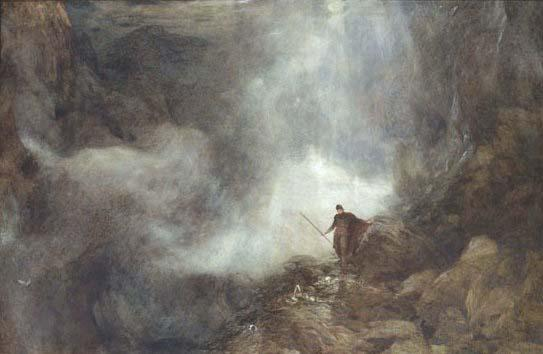
Arthur in the Gruesome Glen